# ISO 3166-2:CC
ISO 3166-2:CC és el subconjunt per a les Illes Cocos de l'estàndard ISO 3166-2, publicat per l'Organització Internacional per Estandardització (ISO) que defineix els codis de les principals subdivisions administratives.
Actualment les Illes Cocos no tenen cap divisió territorial que conformi el seu codi ISO 3166-2.
El codi assignat oficialment de l'estàndard ISO 3166-1 alfa-2 és CC.